# الجامعة الأمريكية في السليمانية
الجامعة الأمريكية في العراق، السليمانية تأسست الجامعة الأمريكية في العراق، السليمانية- في العام 2007. تقع في السليمانية في كردستان العراق، حيث أن لغة التدريس هي اللغة الإنكليزية.
عند تأسيس الجامعة، كان من بين مجلس الإدارة عدد من المقريبن للنظام الأمريكي ومن مؤيدي الحرب على العراق منهم فؤاد عجمي وبول وولفويتز إلى جانب دوف زاخيم وكنعان مكيّة.
ذكرت تقارير عديدة بأن الجامعة تم تشكيلها والدعاية لها من قبل مقربين من إدارة الرئيس الأمريكي السابق جورج بوش الإبن من أجل الإيحاء بوجود تعاون ثقافي بين العراق والولايات المتحدة.

## الإدارة
للجامعة مجلس إدارة تترأسه الآن الدكتورة جيل ديربي وقد كان سابقا يترأسه برهم صالح.

## التاريخ
تاسست الجامعة الأمريكية في السليمانية عام 2006 بواسطة مجلس الامناء، الذي تم تأئسيسه لغرض ايجاد مؤسسة تقدم تعليم شامل على الطراز  الأمريكي، الجامعة اسست على غرار الجامعات الأمريكية الخاصة في بيروت والقاهرة، وكانت قد بنيت في وقت كانت تسود فيه فوضى الحرب معظم انحاء العراق الا ان منطقة كوردستان العراق كانت امنة نسبيا وأن الهدف من تأسيس الجامعة على حسب اقوال الدكتور برهم صالح كان لتحفيز أو تنشيط اصلاح النظام التعليمي العراقي
لاقى موقع بناء الجامعة في السليمانية معارضة من قبل مسؤولي التعليم العرب في بغداد ذلك بأن الجامعة كان يجب ان تبنى في مكان اخر خالي من النزعة الانفصالية، المثقفون من امثال كنعان مكية وفؤاد عجمي وجون ارغيستو، والكثير ممن دعموا الحرب ع العراق دعموا مشروع اقامة الجامعة الأمريكية في السليمانية، تسنم جون ارغيستوا منصب عميد الجامعة لفترة قصيرة بعد ان خدم في منصب مستشار اقدم لوزارة التعليم العالي والبحث العلمي في هيئة الإتلاف المؤقت أو الحكومة الانتقالية، يوشع ميشيل أستاذ العلوم السياسية في جامعة جورج تاون أصبح رئيس الجامعة في عام 2008 في واستمر في منصبه لعامين، اثنياسوس مولكيس أصبح رئيس الجامعة من 2010 ل 2013 وأيضا يحمل لقب الرئيس الفخري للجامعة في ايار 2013 مجلس الامناء اختار دون دكل لتكون رئيسة للجامعة وبذلك تصبح أول امرأة تتسنم منصب رئيسة جامعة في العراق ثم تخلت عن منصبها في تشرين الثاني 2014 لظروف عائلية اسثر مونلكس اختيرت لتكون رئيسة الجامعة بعد مغادرة دكل

## الحرم الجامعي
تقدر مساحة الحرم الجامعي بحوالي 169 هكتار على طريق سليمانية كركوك بالقرب من جامعة السليمانية تم الانتهاء من بناء الحرم الجامعي كليا مع بداية العام الدراسي 2011 يحوي الحرم الجامعي على عدة بنايات تتضمن مبنى إدارة الجامعة أو الهيئة الادارية والبنايات العلمية والمختبرات العلمية ونادي رياضي وسكن للطلاب وسكن للطالبات وملعب كرة قدم وملعبي كرة سلة، مكتبة الجامعة الأمريكية في السليمانية ملحقة بالبناية العلمية والكايفتيريا ملحقة بالبناية الادارية، البناية العلمية فتحت في سنة 2011 والبناية الادراية فتحت في ربيع 2012 اما سكن الطلاب الجديد فتم افتتاحه  قي تشرين الثاني 2012

## الحرم الجامعي السابق
كان أول موقع للجامعة الأمريكية في السيلمانية هو في مركز المدينة قبل ان تنتقل إلى موقعها الجديد على طريق سليمانية – كركوك، كان الحرم الجامعي المؤقت يتكون من 50 صف دراسي ومكاتب مبنية بالقرب من البناية الادراية والتي تتضمن كافتيريا الجامعة وبعض الصفوف الكبيرة

## الهيكل التنظيمي
الجامعة لها مجلس امناء أو مجلس إدارة يتكون من بعض القيادين العراقيين والامريكيين البارزين من مختلف القطاعات مثل القطاعت الحكومية والاعمال وقطاع التعليم غير الربحي، مجلس الامناء يشرف على إدارة وتشغيل الجامعة

## البرامج الاكاديمية

### البرنامج التحضيري
البرنامج الاكاديمي التحضيريبيحضره الطلاب غير الناطقين بالإنجليزية كلغة اولى من خريجي الثانوية للدراسة في الجامعة الأمريكية في السليمانية لتحسين ودعم لغتهم الإنجليزية، بالإضافة إلى المهارات اللغوية تقوم البرامج التحضيرية بتعليم التعليم الحرج وبعض طرق ومهارات الدراسة، البرامج التحضيرية تؤكد على ان الطالب لديه مستوى جيد باللغة الإنجليزية كما تؤكد على انه يملك ما يكفي من الوعي بالمعايير الثقافية الاكاديمية  وان لهم القدرة على اجتياز الدراسات في الجامعة الأمريكية في السليمانية

### البرنامج الاكاديمي الجامعي
صمم البرنامج الاكاديمي للجامعة على غرار النظام التعليمي الأمريكي الحر لسبع اختصاصات مختلفة لطلاب الجامعة استكشاف الاختصاصات المختلفة قبل اختيار احدها، الاقسام في الجامعة الأمريكية في السليمانية تتضمن قسم الإدارة والهندسة والصحافة وتكنلوجيا المعلومات وعلم الاجتماع والرياضيات والعلوم الطبيعية بالإضافة ان للطلاب في الجامعة اختيار مادة ثانوية لدراستها بجانب للدراسة الاساسية، اللغة الاساسية للتلعليم في الجامعة الأمريكية في السليمانية  كما يوجد هناك برنامج لدراسة الماجستير في اختصاص الإدارة والاعمال

### معهد التدريب المهني
و هو تتمة للنظام التعليمي في الجامعة الأمريكية في العراق حيث يقدم برامج تطوير طويلة الامد تمكن المشاركين فيها من تطوير مهاراتهم ومعلوماتهم بشكل مستمر بالشكل الذي يمكنهم من تطوير مهاراتهم الشخصية والوصول للاحترافية المهنية، تحسين إنتاجية المنظمات وتحسين مهارات الافراد لتقديم الخدمات القيادية والعامة في مجتمعاتهم، المعهد أيضا مجاز من قبل اكاديمية سسكو للتدريب والتطوير وجمعية المحاسبين القانونيين ومعهد إدارة المشاريع وكذلك مجاز من قبل معهد إدارة   المشاريع PMI كمجهز مسجل للبرامج التعليمية

## حياة الطلاب
تقدم الجامعة الأمريكية في السليمانية بيئة جامعية حيوية جداً من النشاطات اللاصفية وغير الروتينية بالإضافة إلى النشاطات الرياضية في الحرم الجامعي حيث يمكن للطلاب المشاركة في العديد من النشاطات التي تتضمن التمثيل الدرامي والنقاشات والتنظير واللغويات والموسيقى والرياضة والعمل المدني وكذلك العاب الصالات كالشطرنج هناك العديد من الفرق والتجمعات الطلابية كذلك الاندية الرياضية للنساء والرجال، تقيم هذه الاندية والتجمعات العديد من النشاطات والاحداث كما تقوم الجامعة في بعض الاحيان بعض النشاطات اللاصفية خارج الحرم الجامعي ففي 2013 قام نادي التمثيل المسرحي مع قسم اللغة الإنجليزية بتقديم فن العدالة الاجتماعية مهرجان لمدة اسبوع واحد احتفالا بالفنون الابداعية المهرجان كان بدعم وزارة الخارجية الأمريكية استضافت فيه عروض وورش ومناقشات ورحلات ميدانية، قامت الجامعة أيضا بتنظيم نشاطات وفعاليات في مواقع ثقافية مهمة مثل المقهى الثقافي كذلك قامت بتنظيم الندوات الشعرية مثل قصيدة سلام وورشة الشعر في جامعة كوج في اسطانبول، طلاب الجامعة الأمريكية في السليمانية نشطين جدا بشكل عام في التطوع والعمل في منظمات المجتمع المدني حيث قاموا بقيادة عدد من الجمعيات الخيرية ونظموا مؤسسات خيرية ومبادرات التطوع لمساعدة المهجرين والنازحين من سوريا وباقي انحاء العراق بالتعاون مع منظمات أخرى مثل منظمة انقاذ الأطفال في كردستان معظم هذه المبادرات يتم تنظيمها وقيادتها بواسطة الطلاب بشكل مستقل وهناك مبادرات مستقلة أخرى مثل ستارت اب ويك ايند سليماني ويقدم بواسطة مجموعة من طلاب الجامعة العراقية في السليمانية الموهوبين يجمع هذا الحدث الشعبي المهنيين ورجال الأعمال الشباب لتشجيع الشركات الناشئة في كوردستان.

## الأندية والتجمعات الطلاب
تشمل منظمات الطلبة مجالات عديدة من تطوير المهارات المهنية مثل تكنلولجيا المعلومات والاعمال للألعاب الصالات الداخلية مثل الشطرنج للفنون الابداعية مثل التمثيل المسرحي والموسيقى والتنظير والادب وبعض الرياضات الأخرى، نادي التمثيل المسرحي في جامعة السليمانية يقدم مسرحيات عديدة خلال السنة الواحدة مثل 12 امراة غاضبة ومسرحية نور احتفاء بميلاد وليم شكسبير ال 450 ومسرحية المرتب التي هي تلعيق عادة الزواج التقليدي كتبها الطالب مهدي مراد ومسرحية 9 اجزاء من الرغبة حيث اقيمت المسرحية خلال مهرجان فنون العدالة الاجتماعية حيث ركزت على المهاجرات العرافيات في كانون الأول 2015 تم اختيار طالبتين من الجامعة الأمريكية في السليمانية للمشاركة في برنامج هوم كرون وهو برنامج تدريبي مسرحي مكثف مقدم بالاشتراك مع كيفن سبايسي لتدريب الطلابة ومشاهدة عروضهم، الجامعة الأمريكية في السليمانية تستضيف أو تحوي على مكتب أول صحيفة طلاب مستقلة باللغة الانجيليزية في العراق اسمها صوت ال أي يو ايي اس يتم ادراتها بواسطة مجلس تحرير ينكون من الطلاب فقط ويتم نشر الصحيفة كل اسبوعين، صحيفة الواشنطن بوست الأمريكية تحتوي ع صورتين لطاقم صحيفة أي يو أي اس صورت الجامعة الأمريكية في السليمانية في البوم صور عنوانه الشباب في العراق: جيل الحرب وكذلك فان صوت الجامعة الأمريكية في السليمانية عضو في جمعية أسوشيتد كوليجيت برس، مجلس التحرير يقوم بأختيار محررين جدد في بداية كل خريف والصحيفة تنشر عادة كل خريف وربيع كما تقوم بعض التجمعات والاندية في الجامعة بالجمع بين الطلاب والطالبات الذين لهم اهتمامات مشتركة لصقل مهاراتهم.

## الرياضة
الرجال والنساء في الجامعة الأمريكية في السليمانية يستطيعون المشاركة في النشاطات والفعاليات الرياضية حيث ان في الجامعة ملعبي كرة سلة وملعب لكرة القدم، الرمز الرئيسي (الجالب للحظ) للفرق الرياضية هو الصقر وهذا الفرق تشمل رياضات كرة القدم وكرة السلة وتنس الطاولة والتاي تشي حيث تتبارى فرق الكليات في ما بينها، كما قامت هذه الفرق بجولات عالمية حيث ان الطلاب في كلا فريقي كرة السلة النسائي والرجالي شاركو في مهرجان الرياضة الرابع والثلاثون في جامعة بكوزجي في الجزء الاوربي من اسطانبول في 2014 في 2011 قامت شركة إنتاج أفلام أمريكية بإنتاج فلم وثائقي اظهرت فيه فريق كرة السلة النسائي للجامعة الأمريكية وعرض فلم سلام دانك في مهرجانات أفلام عالمية عدة من ضمنها مهرجان شيكاغو ومهرجان كاليفورنيا.

## معهد الدراسات الدولية والأقليمية
تضم الجامعة الأمريكية في السليمانية مركز ابحاث السليمانية المستقل، معهد الدراسات الدولية والإقليمية المركز يركز على الدراسات السياسية، الاجتماعية المحلية والإقليمية والدولية من خلال البحوث الزملات الدراسية والتنظير والمؤتمرات وحسب ما ذكر في موقع الجامعة الأمريكية في السليمانية فأن المعهد " يدرس قضايا المنطقة الأكثر تعقيدا من خلال من خلال الزمالات الدراسية الدقيقة والابحاث المتقدمة والحوارات المفتوحة بين الاكاديمين والاشخاص المؤثرين اجتماعيا، يعقد المركز الاجتماعات والمؤتمرات على مواضيع لها صلة وثيقة بالسياسة المحلية والإقليمية كما انها تدعو شخصيات حكومية وقادة كتل واحزاب سياسية ورجال أعمال ومؤسسات تاريخية وثقافية للقيام بحوارات ومناظرات تخص قضايا التحديات كما يقيم المركز واحد من أهم المؤتمرات الاستراتيجية الا وهو مؤتمر السليمانية الذي اشتهر بسرعة واسعة بالمنطقة. أصبحت كريستسن فان دين مديرة معهد الدراسات الإقليمية والدولية في الجامعة عام 2015، تكتب كريستسن فان دين المنشورات لوسائل الاعلام والجهات المهتمة المحلية والعالمية وهذه المنشوراتيتم اقتباسها احيانا ونشرها في ما يتعلق بالقضايا المحلية والإقليمية في ما يخص كوردستان والعراق في قناة الجزيرة والديلي بسيت  وتسجيلات مسائل العراق والتأملات في العرق، كريستسن فان دين مديرة ومؤسسة المصدرالاولي والتي تقدم البحوث والتقارير لحكومة اقليم كوردستان والعراق

### زمالات معهد الدراسات الإقليمية والدولية
يقدم المعهد المنح والمساعدة لمتابعة المشاريع البحثية بالمنطقة يتم تقديم المنح والمساعدات البحثية للزملاء من قبل طلابهم اغلب الزملاء متشجعين لتدريس مقررات ذات صلة بالمواضيع البحثية، زمالات 2014 و 2015 تضمنت ماريا فانتابي وماريا سالداريجا وفينسا لاريا. كانت فانتابي معلمي مركز كاينجي لدراسات الشرق الأوسط في بيروت وعملت لمجموعة الازمات الدولية في العراق كما تم اعتبارها متخصصة في القضايا الكردية حيث كتبت في القضية الكردية على نطاق واسع والتحديات السياسية العراقية في ربيع 2014 كانت قد تمت مقابلتها ل «في الشرق الأوسط» لبرنامج سؤال وجواب لمركز بيلفر كما قامت بنشر عدة مقالات على العراق فيما يتعلق الامور المتصاعدة للكرد في المنطقة لمجموعة الازمات الدولية اما دراستها في الجماعة الأمريكية في السليمانية فركزت على الشباب الكردي وعلاقتهم بالاحزاب السياسية الكردية التقليدية. في 2013 – 2014 كان أحد زملاء المعهد هو بلال وهاب محاظر العلوم الاجتماعية في الجامعة الأمريكية في السليمانية ومعلق القضايا السياسية المتعلقة  باقليم كوردستان بضمنها السياسات النفطية في العراق، وكجزء من زمالته نشر الدكتور وهاب عدة مقالات عن السياسة النفطية للعراق واقليم كوردستان تضهر مقابلاته واقتباساته بشكل متككر في رادوا وناشنال ببلك ردايو وبي يو كي ميديا كما ظهر كضمن أعضاء فريق في نقاشات حول احتمالية المصالحة في العراق وسوريا في برنامج جونس هوبكنز في جامعة واشنطن. زميلة المعهد ماريا سلادارج اجرت بحوثها مصادر الماء التقليدية وإدارة المياه الجوفية في العراق وكوردستان في نفس الوقت تقوم بتدريس مقررات خاصة عن المياه في العراق تتضمن التاريخ ومصادر الماء والنظام المائي التقليدي والجودة بالإضافة إلى التحديات الراهنة.

### منشورات المعهد
نشر المعهد عدة مقالات وتقارير تحليلية  في مؤتمر السليمانية الأول والثاني كما نشر مقالات وتقارير تتعلق بالسياسات النفطية في العراق واقليم كوردستان بواسطة الدكتور عبد الوهاب.

## الانتقادات
في 2009 قام كاونتر بونج (مجلة) بكتابى ة مقال بواسطة معلم اللغة الإنجليزية السابق في الجامعة مارك كروتر حيث قال ان الجامعة تعمل كـأدة سياسية أكثر من كونها اداة تعليمية، عدد من الطلبة والاعضاء اشتكوا من سوء الإدارة وعدم الكفاءة
في2010 كتب الترا نيت مقال كتبه معلم اللغة الإنجليزية السابق في الجامعة جون دولان والذي وافق واكد وجهة نظر كروتر ولخص بالتفاصيل علاقة الجامعة ف بدونالد رامسفيلد وجون اكريستو
في 2011 قام موقع salon.com بملاحظة علاقات الجامعة ب جورج دبليو بوش وحماية دونالد رامسفيلد وجون اكريستو الذي أصبح عميد الجامعة في ما بعد